# 메릿 패터슨
메릿 패터슨(Merritt Patterson, 1990년 9월 2일 ~ )은 캐나다의 배우이다. 텔레비전 시리즈 《프리티 리틀 라이어스》과 《레이븐스우드》의 올리비아 역, E! 드라마 《더 로열스》의 오필리아 역으로 알려져 있다.